# Christian Kabasele
Christian Kabasele (Lubumbashi, 24 de fevereiro de 1991) é um futebolista profissional belga que atua como defensor na Udinese.

## Carreira
Christian Kabasele fez parte do elenco da Seleção Belga de Futebol da Eurocopa de 2016.